# Dulcie September
Dulcie Evonne September (Athlone, Sudáfrica, 20 de agosto de 1935-París, Francia, 29 de marzo de 1988) fue una política sudafricana y activista contra el apartheid.

## Biografía
Dulcie Evonne September nació en Athlone, un municipio de Ciudad del Cabo donde creció. Catalogada como mestiza del Cabo, estudió en la Escuela Normal de Salt River, en el suburbio industrial de la capital parlamentaria, luego en Wynberg. Enseñó en Maitland en una escuela misionera y luego en la escuela primaria de Bridgetown.

### Militante contra elapartheid
Se unió a la Unión Democrática de los Pueblos del Sur de África (Apdusa) creada en 1960, después fundó en 1962 el Yu Chi Chan Club, cuyas ideas son de inspiración maoísta y que resultó el año siguiente el Frente de la liberación nacional. Fue arrestada el 7 de octubre de 1963 por sus actividades contra el apartheid, fue condenada, después de seis meses de proceso, a cinco años de detención. Prosiguió sus estudios superiores en la prisión de Kroonstad.
Liberada en 1969, sin embargo, fue puesta bajo arresto domiciliario durante 5 años, lo que le impidió reanudar su profesión docente y sus actividades activistas. En 1970, trabajó como recepcionista en un dentista. Dejó su país el 19 de diciembre de 1973 con una visa de salida permanente, que en teoría le prohibía regresar a Sudáfrica.

### Exilio
En el Reino Unido, se formó como profesora en Madeley College. Al mismo tiempo, conoció a miembros del ANC y del Partido Comunista Sudafricano en el exilio en Londres. Se convirtió en permanente del ANC en 1976, a su vez apoyó a los nuevos exiliados y organizó la recaudación de fondos. Participó en la Liga de Mujeres del ANC, se adhirió, después de los disturbios de Soweto y en conjunto con el comité contra el apartheid de la ONU y la Federación Democrática Internacional de Mujeres, para movilizar a la opinión pública en torno a la situación de las mujeres y los jóvenes en Sudáfrica. En 1979, fue elegida presidenta del comité de Londres para el Año Internacional de la Infancia de las Naciones Unidas.
En 1981, se quedó brevemente en Lusaka (Zambia), sede de la ANC, donde lideró el comité regional y organizó la celebración del vigésimo quinto aniversario de la manifestación de la mujer el 9 de agosto de 1956 en Pretoria. En Francia, tras la elección de François Mitterrand como presidente de la República, el ANC dejó de ser considerado una organización terrorista por las autoridades francesas y pudo abrir una oficina en París. Dulcie September asumió el cargo a principios de 1984, como representante en Francia, Suiza y Luxemburgo, con sede en París. Vivió en Arcueil, donde una universidad ahora lleva su nombre.
En estas funciones, trabajó para unir movimientos de solidaridad contra la segregación racial para apoyar la aplicación de sanciones internacionales contra el régimen sudafricano. En 1986 organizó una conferencia internacional que Oliver Tambo, presidente de la ANC, inauguró pidiendo a Francia que actuara a favor de estas sanciones. Intervino públicamente, durante 1986 y 1987, a favor de la liberación de Pierre-André Albertini (cooperante francés encarcelado en Ciskei bajo la acusación de ser un portador de maleta del ANC). Al mismo tiempo, investigó sobre las ventas de armas francesas a Sudáfrica, en contravención del embargo votado por la ONU.

## Asesinato
El 29 de marzo de 1988, poco antes de las 10 a. m., le dispararon en el rellano de las oficinas de la ANC en el cuarto piso de la calle 28 de des Petites-Écuries, en el X distrito de París, de cinco balas disparadas a quemarropa desde un calibre 22 silenciado profesionalmente.
Después de un funeral en el cementerio de Père-Lachaise y de acuerdo con su pedido, sus cenizas fueron devueltas a su tierra natal por su hermana Stéphanie. Su muerte suscitó una fuerte reacción popular al reunir en duelo a más de 20 000 parisinos

## Homenajes
Jean-Michel Jarre compuso una pieza llamada September, en su álbum Revolutions dedicada a Dulcie.
Nelson Mandela honró con su presencia la colocación de una placa durante una ceremonia conmemorativa frente a su última casa, en Arcueil.

### Legado
- Calles:

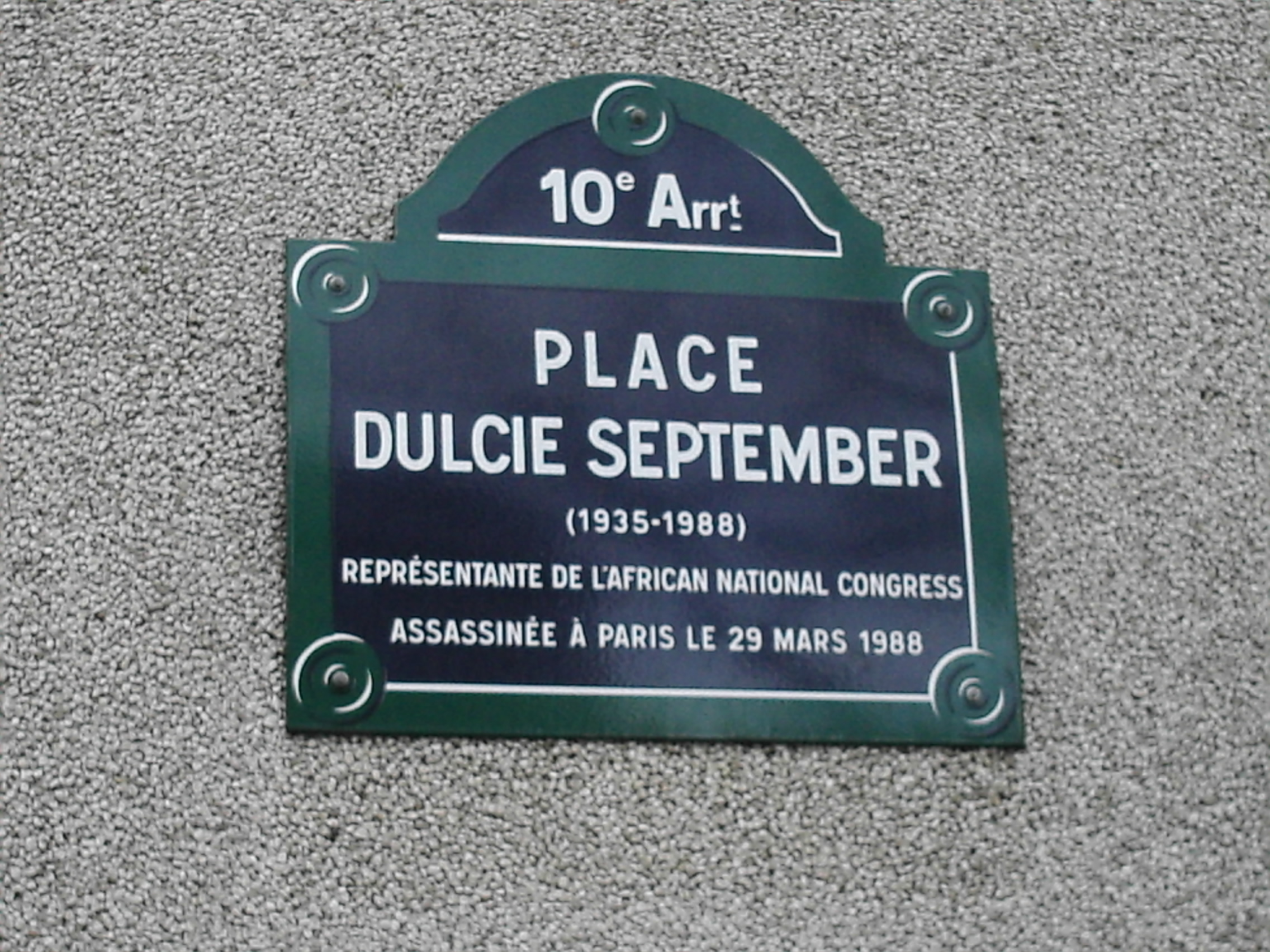
Placa de la plaza Dulcie September en París.

Una plaza en el X distrito de París fue nombrada en su honor por un decreto municipal del 20 de agosto de 1997. Una plaza en Nantes (Loire-Atlantique) lleva su nombre en virtud de una deliberación municipal de 26 y 27 de junio de 1997.
También llevan su nombre calles en La Courneuve (Seine Saint Denis), desde principios de los noventa. Évreux (Eure), desde finales de los 80. Y Aviñón (Vaucluse), en el distrito de Pont des Deux Eaux.
- Establecimientos educativos :
  - Un colegio en Arcueil (Valle del Marne), localidad donde tuvo su último hogar.
  - Una universidad en Athlone (cerca de Ciudad del Cabo), su ciudad natal.
  - Una escuela primaria en Ivry-sur-Seine (Valle del Marne).
  - Una escuela primaria en Grigny (Essonne).
  - Una escuela de párvulos en Drancy (Seine-Saint-Denis).
- Edificios comunales :
  - Un centro social y cultural en Garges-lès-Gonesse (Valle del Oise).
  - El centro sociocultural de Loon-Plage (Norte).
  - El salón del pueblo de Nangis (Seine-et-Marne).
  - Sala común (Centro de animación juvenil, creado en 1991) en Sains-en-Gohelle (Pas-de-Calais).
  - Una sala común en Trignac (Loire-Atlantique).
  - La casa de los derechos de la mujer y la igualdad en Mitry-Mory (Seine-et-Marne).